# Nida Senff
Dina  Willemina Jacoba Senff, detta Nida (Rotterdam, 3 aprile 1920 – Amstelveen, 27 giugno 1995), è stata una nuotatrice olandese.
Specializzata nel dorso, ha vinto la medaglia d'oro nei 100 m ai Giochi olimpici di Berlino 1936.
Nel 1983 è stata inserita nella International Swimming Hall of Fame, la Hall of Fame internazionale degli sport acquatici.

## Palmarès
- Olimpiadi

Berlino 1936oro nei 100 m dorso.